# Porvenir (Cile)
Porvenir è un comune del Cile della provincia di Tierra del Fuego nella Regione di Magellano e dell'Antartide Cilena. Al censimento del 2002 possedeva una popolazione di 5.465 abitanti.

## Società

### Evoluzione demografica
| Censimento del 1992 | Censimento del 2002 |
| 5.104 ab.           | 5.465 ab.           |